# Antoine Louis Dugès
Pour les articles homonymes, voir Dugès.
Antoine-Louis Delzescauts-Dugès est un médecin et naturaliste français, né le 19 décembre 1797 (29 frimaire an VI) à Landrecies (Nord), mort le 1er mai 1838 à Montpellier (Hérault).

## Biographie
Antoine Dugès est fils et petit-fils de médecins, Il est de plus le neveu de Marie-Louise Lachapelle, sage-femme née Dugès, et le petit-fils de Marie Jonet (« Mme Dugès »), également sage-femme.
À 16 ans il se rend à Paris pour étudier la médecine. Dès la première année, il reçoit l'un des prix de l'École de médecine. Il remporte ensuite régulièrement les différents concours organisés pour les étudiants. En 1817, il est reçu au concours de l'internat de médecine et devient aide-anatomiste en 1819, prosecteur en 1820, et soutient sa thèse en 1821 avec des Recherches sur les maladies les plus importantes et les moins connues des enfants nouveau-nés.
Il fait paraître en 1823 un Essai physiologico-pathologique sur la nature de la fièvre, de l'inflammation et des principales névroses… suivi de l'Histoire des maladies observées à l'hôpital des Enfants malades pendant l'année 1818, dans lequel il tente de réconcilier les différentes théories d'alors.
En 1825, il est reçu premier au concours de l'agrégation, institué l'année précédente.
Spécialisé depuis longtemps en obstétrique, il reçoit la chaire des accouchements à la faculté de médecine de Montpellier, alors en pleine réorganisation. Il fait paraître en 1826 un Manuel d'obstétrique qui connaît plusieurs rééditions.
Il se consacre, parallèlement à ses fonctions de médecin, à l'histoire naturelle et fait paraître en 1838 un Traité de physiologie comparée. Il étudie notamment les batraciens et les acariens.
Il est membre de nombreuses sociétés savantes comme l'Académie de médecine, les Académies des sciences de Paris et de Berlin. Il est fait chevalier de la Légion d'honneur et élevé à l'ordre du Mérite.
Il devient, deux ans avant sa mort, doyen à Montpellier.
On lui doit la publication de la Pratique des accouchemens (1821 et 1825) de Mme Lachapelle, livre auquel il a apporté — avec la permission de sa tante — des contributions personnelles. Il est l'auteur de plusieurs ouvrages originaux, dont Sur la conformité organique dans l'échelle animale, 1832 et Recherches sur les Batraciens, 1834, ouvrage couronné par l'Institut.
Il est le père de deux zoologistes installés tous deux au Mexique : 
- Alfredo Dugès (1826–1910),
- Eugenio Dugès (1835–1895).

## Publications

### Écrits de Dugès seul
- Recherches sur les maladies les plus importantes et les moins connues des nouveau-nés, Baillière, 1821, 92 p. — Thèse de médecine.
- Essai physiologico-pathologique sur la nature de la fièvre, de l'inflammation et des principales névroses : suivi de l'Histoire des maladies observées à l'Hôpital des enfants malades, pendant l'année 1818, 1823 — En ligne : t. 2.
- Mémoires sur la conformité organique dans l'échelle animale, 1832
- Recherches sur l'ostéologie et la myologie des batraciens à leurs différents âges, ill. de Paul Chrétien Romain Constant Duménil, 1834
- Recherches sur l'ordre des Acariens en général et la famille des Trombidées en particulier, 1834
- « Remarques sur la couleuvre de Montpellier, avec quelques observations sur le développement des dents venimeuses, sur les variations de couleur individuelles ou dues à l'âge, sur un cas d'absence presque complète des écailles, etc. », dans Annales des sciences naturelles : zoologie et biologie animale, Masson, 1835, p. 137–150[11] — Illustré.
- Traité de physiologie comparée de l'homme et des animaux, 1838–1839 : t. 1 ; t. 2 ; t. 3
- Manuel d'obstétrique, ou Traité de la science et de l'art des accouchements : contenant l'exposé des maladies de la femme et de l'enfant nouveau-né, suivi d'un précis sur la saignée et la vaccination, 1840 — En ligne, la troisième édition.

### Contributions et collaborations
- Marie-Louise Lachapelle, Pratique des accouchements ou Mémoires et observations choisies, sur les points les plus importants de l'art, Paris, J. B. Baillière, 1821 : vol. 1[12] ; vol. 2 ; vol. 3
- Georges Cuvier, Le règne animal distribué d'après son organisation : pour servir de base à l'histoire naturelle des animaux et d'introduction à l'anatomie comparée — En tant que « disciple de Cuvier ».
- (avec Marie Boivin) Traité pratique des maladies de l'utérus et de ses annexes, Paris, Baillière, 1833 — vol. 1 ; vol. 2